# マスクコレクション
マスクコレクション (Mask Collection) とは、バンダイが販売する玩具（フィギュア）のシリーズである。略称は「マスコレ」。この項では実質的な後継商品である「仮面之世界（マスカーワールド）」「仮面ライダーマスクヒストリー」についても解説する。

## 概要

### マスクコレクション
主として特撮作品に登場するキャラクターの面を1/6サイズで再現したフィギュアシリーズで、2005年秋に発売された「ライダーマスクコレクション」第一弾に端を発した。当初は仮面ライダーシリーズのみの商品展開であったが、ウルトラシリーズ、スーパー戦隊シリーズ、メタルヒーローシリーズ、また特撮作品の枠を越え、ジョジョの奇妙な冒険、ドラゴンボールZといったように、様々なシリーズの商品が投入されるようになった。販売形態は中身のわからないブラインドボックス方式でひとつの箱にフィギュア+台座の一組が封入されており、玩具店・模型店のほか家電量販店やコンビニエンスストアでも販売されている。これらの店舗で販売される場合、その多くが食玩と同一、あるいは隣接するコーナーで販売されているが、食品（菓子）は入っておらずフィギュアのみの販売である。
台座には通常台座と発光台座の二種類が存在する。発光台座は台座にマスクを載せて上から押す（ライダーマスクコレクション）、もしくは台座後ろにあるスイッチを入れる（光の巨人コレクション）ことで発光し、マスクの目の部分を光らせることができるものである。各マスクに発光の対応・非対応があり、目の部分がクリア素材になっているものは発光に対応している。
2013年12月26日に発売された『ライダーマスクコレクション-and so forth-』を最後に、2014年以降は新作未発売であるが、2015年3月14日に本シリーズと同仕様の『スター・ウォーズ ヘルメットレプリカコレクション』が発売され、以降シリーズ化している（※ただし、『マスコレ』シリーズのロゴなどは記されておらず、公式にはあくまでも別シリーズの商品として展開している。）。

### 仮面之世界 (マスカーワールド)
2016年10月発売の「仮面之世界 （マスカーワールド）」第一弾以降シリーズ展開している。マスコレシリーズと同じスケールで立体化しておりバンダイ公式ブログに於いて、あくまでもマスコレとは別のシリーズとしながらも「並べて飾る」「台座を入れ換える」などの遊びを写真入りで掲載するなど、実質的な後継商品となっている。
マスコレシリーズと仮面之世界シリーズの主な相違点としては、マスコレはフィギュア単体での販売だったのに対し仮面之世界はラムネ菓子とのセット販売であり食玩という扱いになっている（このため、バンダイ内における部署も異なる）。また、マスコレは中身の分からないブラインドボックスでの販売であったが、仮面之世界では中身の分かる仕様になっている。ただし、パッケージに記載されている中身とは異なるフィギュアが封入されている「シークレット」は存在する。台座はマスコレでは円形の物にマスコレ共通ロゴが記載されたものであったのに対し、仮面之世界では正方形に近い四角形にキャラクター名が記載されたものになっている。なお、マスコレではランダムで封入されていた発光台座は仮面之世界では存在せず、すべてプレミアムバンダイでの通信販売限定となっている。
また、マスコレシリーズとは別シリーズであるため、過去にマスコレシリーズでリリースされたことのあるキャラクターであっても再度、仮面之世界シリーズでリリースされる場合もあり、その場合、商品自体も過去の使いまわしではなく新規の金型から製造されている。

## 商品一覧
各ボリュームごとにシークレットが1体存在するが、これについては太字で記載する。

### ライダーマスクコレクション

#### Vol.1
2005年9月発売。
- 仮面ライダー新1号
- 仮面ライダーX
- 仮面ライダーストロンガー
- 仮面ライダーストロンガー（チャージアップ）
- 仮面ライダースーパー1
- 仮面ライダー龍騎
- 仮面ライダーナイト
- 仮面ライダー王蛇
- 仮面ライダータイガ

#### Vol.2
2006年7月発売。
- 仮面ライダーV3
- ライダーマン
- 仮面ライダーBLACK
- シャドームーン
- 仮面ライダーBLACK RX
- ロボライダー
- バイオライダー
- 仮面ライダークウガ マイティフォーム
- 仮面ライダークウガ タイタンフォーム
- 仮面ライダークウガ アルティメットフォーム
- 仮面ライダーゾルダ
- 仮面ライダー響鬼
- 仮面ライダー1号（THE FIRST）
- 仮面ライダー2号（THE FIRST）
- 仮面ライダーカブト ライダーフォーム

#### Vol.3
2007年2月発売。
- 仮面ライダー旧1号
- 仮面ライダー旧2号
- 仮面ライダーZO
- 仮面ライダーファム
- 仮面ライダーベルデ
- 仮面ライダーオーディン
- 仮面ライダーファイズ
- 仮面ライダーファイズ ブラスターフォーム
- 仮面ライダーデルタ
- 仮面ライダーブレイド
- 仮面ライダーレンゲル
- 仮面ライダー装甲響鬼
- 仮面ライダーカブト マスクドフォーム
- 仮面ライダーカブト ハイパーフォーム
- 仮面ライダーガタック ライダーフォーム

#### Vol.4
2008年1月発売。
- ショッカー戦闘員
- 仮面ライダーアマゾン
- スカイライダー（前期）
- 仮面ライダーZX
- 仮面ライダーアギト
- 仮面ライダーG3
- 仮面ライダーガイ
- 仮面ライダーカイザ
- 仮面ライダーキックホッパー
- 仮面ライダーパンチホッパー
- 仮面ライダー電王 ソードフォーム
- 仮面ライダー電王 ロッドフォーム
- 仮面ライダー電王 アックスフォーム
- 仮面ライダー電王 ガンフォーム
- 仮面ライダーV3（THE NEXT）

#### Vol.5
2009年5月発売。
- 仮面ライダー1号（桜島ver）
- 仮面ライダーJ
- 仮面ライダーシザース
- 仮面ライダー轟鬼
- 仮面ライダー斬鬼
- 仮面ライダー凍鬼
- 仮面ライダーサソード ライダーフォーム
- 仮面ライダーサソード マスクドフォーム
- 仮面ライダー電王 ウイングフォーム
- 仮面ライダーゼロノス アルタイルフォーム
- 仮面ライダーキバ キバフォーム
- 仮面ライダーキバ ガルルフォーム
- 仮面ライダーキバ バッシャーフォーム
- 仮面ライダーキバ ドッガフォーム
- 仮面ライダーイクサ バーストモード

#### Vol.6
2009年10月発売。
- 仮面ライダークウガ ドラゴンフォーム
- 仮面ライダークウガ ペガサスフォーム
- 仮面ライダーナイトサバイブ
- 仮面ライダーライア
- オルタナティブ・ゼロ
- 仮面ライダーカリス
- 仮面ライダー煌鬼
- 仮面ライダーザビー ライダーフォーム
- 仮面ライダーガタック マスクドフォーム
- 仮面ライダーガタック ハイパーフォーム
- 仮面ライダー電王 クライマックスフォーム
- 仮面ライダーゼロノス ベガフォーム
- 仮面ライダーNEW電王 ストライクフォーム
- 仮面ライダーキバ エンペラーフォーム
- 仮面ライダーディケイド

#### Vol.7
2010年3月発売。
- 仮面ライダー新1号（リニューアル版）
- 仮面ライダー新2号（リニューアル版）
- ショッカーライダー
- 電波人間タックル
- スカイライダー（後期）
- 仮面ライダーギルス
- 仮面ライダー龍騎サバイブ
- 仮面ライダーリュウガ
- 仮面ライダーインペラー
- 仮面ライダー朱鬼
- 仮面ライダー羽撃鬼
- 仮面ライダー電王 ライナーフォーム
- 仮面ライダーNEW電王 ベガフォーム
- 仮面ライダーディエンド
- 仮面ライダーW サイクロンジョーカー

#### Vol.8
2010年8月発売。
- アポロガイスト
- 仮面ライダークウガ グローイングフォーム
- 仮面ライダークウガ ライジングアルティメット（レッドアイver）
- ライオトルーパー
- 仮面ライダーブレイド ジャックフォーム
- 仮面ライダーギャレン
- 仮面ライダーグレイブ
- 仮面ライダーランス
- 仮面ライダーラルク
- 仮面ライダー歌舞鬼
- 仮面ライダーイクサ セーブモード
- 仮面ライダーダークキバ
- 仮面ライダーディケイド コンプリートフォーム
- 仮面ライダーW ヒートメタル
- 仮面ライダーW ファングジョーカー

#### Vol.9
2010年12月発売。
- 仮面ライダーアギト（クロスホーン展開）
- 仮面ライダーファイズ アクセルフォーム
- オートバジン
- 仮面ライダーサイガ
- 仮面ライダーオーガ
- ホースオルフェノク
- 仮面ライダーケタロス
- 仮面ライダーヘラクス
- 仮面ライダーコーカサス
- 仮面ライダーゼロノス ゼロフォーム
- 仮面ライダーガオウ
- 仮面ライダーW ルナトリガー
- 仮面ライダーW サイクロンジョーカーエクストリーム
- 仮面ライダーアクセル
- 仮面ライダースカル

#### Vol.10
2011年7月発売。
- ショッカー大首領
- 仮面ライダーG4
- 仮面ライダーブレイド キングフォーム
- 仮面ライダーワイルドカリス
- ジョーカーアンデッド
- 仮面ライダーギャレン ジャックフォーム
- 仮面ライダー西鬼
- 仮面ライダードレイク マスクドフォーム
- 仮面ライダーサガ
- 仮面ライダーディエンド コンプリートフォーム
- 仮面ライダーG電王
- 仮面ライダーアビス
- 仮面ライダーアクセルトライアル
- 仮面ライダーオーズ タトバコンボ
- 仮面ライダーオーズ ラトラーターコンボ

#### Vol.11
2012年1月発売。
- ガラガランダ
- 仮面ライダーギルス（デモンズファングクラッシャー）
- 仮面ライダー弾鬼
- 仮面ライダー裁鬼
- 仮面ライダーザビー マスクドフォーム
- 仮面ライダードレイク ライダーフォーム
- 仮面ライダーダークカブト マスクドフォーム
- ゼクトルーパー
- 仮面ライダーネガ電王
- 仮面ライダー幽汽 ハイジャックフォーム
- 仮面ライダーディケイド激情態
- 仮面ライダースカルクリスタル
- 仮面ライダーオーズ サゴーゾコンボ
- 仮面ライダーオーズ タジャドルコンボ
- 仮面ライダーバース

#### Vol.12
2012年8月発売。
- 仮面ライダーアギト バーニングフォーム
- アナザーアギト（クラッシャー開口Ver.）
- 仮面ライダーエクシードギルス
- 仮面ライダー鋭鬼
- 仮面ライダー1号(THE NEXT Ver.)
- ショッカーライダー(THE NEXT Ver.)
- 仮面ライダーアーク
- ゴルドラ
- 仮面ライダーアクセルブースター
- 仮面ライダーオーズ シャウタコンボ
- 仮面ライダーオーズ プトティラコンボ
- 仮面ライダーフォーゼ ベースステイツ
- 仮面ライダーメテオ
- 仮面ライダーフォーゼ コズミックステイツ
- ナスカ・ドーパント

#### Vol.13
2013年1月発売。
- ジェネラルシャドウ
- 仮面ライダーJ ジャンボフォーメーション
- がんがんじい
- 仮面ライダーストロンガー（リペイントアイVer.）
- 京介変身体
- 仮面ライダーキバーラ
- 仮面ライダーライジングイクサ
- 仮面ライダー幽汽 スカルフォーム
- シルバラ
- 仮面ライダーバース（Uフラッシャー発光Ver.）
- 仮面ライダーオーズ ブラカワニコンボ
- 仮面ライダーフォーゼ エレキステイツ
- 仮面ライダーメテオストーム
- 仮面ライダーウィザード フレイムスタイル
- テディイマジン

#### and so forth
2013年12月発売。
- 仮面ライダー2号（ダークヘルメットver.）
- 仮面ライダー響鬼紅
- 仮面ライダーフォーゼ ロケットステイツ
- 仮面ライダーフォーゼメテオなでしこフュージョンステイツ
- 仮面ライダーウィザード フレイムドラゴン
- 白い魔法使い
- 仮面ライダービースト
- 仮面ライダーウィザード インフィニティースタイル
- 蜘蛛男

#### ベストセレクションVol.1
2011年6月発売。太字は新規造形。
- 仮面ライダー旧2号
- 仮面ライダー新2号（リニューアル版）
- 仮面ライダーX
- スカイライダー（後期）
- シャドームーン
- 仮面ライダーJ
- 仮面ライダーギルス
- 仮面ライダーナイト
- 仮面ライダーデルタ
- 仮面ライダーカブト ライダーフォーム
- 仮面ライダー電王 ソードフォーム
- 仮面ライダー電王 ガンフォーム
- 仮面ライダーディケイド
- 仮面ライダーオーズ ガタキリバコンボ

#### ベストセレクションVol.2
2011年発売。太字は新規造形。
- 仮面ライダー旧1号
- 仮面ライダーV3
- 仮面ライダーストロンガー
- 仮面ライダースーパー1
- 仮面ライダーBLACK
- 仮面ライダークウガ マイティフォーム
- 仮面ライダーG3
- 仮面ライダーファイズ
- 仮面ライダーブレイド
- 仮面ライダーガタック
- 仮面ライダー電王 アックスフォーム
- 仮面ライダーキバ キバフォーム
- 仮面ライダーW サイクロンジョーカー
- 仮面ライダーエターナル

#### ベストセレクション Vol.3
2012年発売。太字は新規造形。
- 仮面ライダー新1号（リニューアル版）
- ライダーマン
- 仮面ライダーアマゾン
- 仮面ライダーZX
- 仮面ライダーBLACK RX
- 仮面ライダーZO
- 仮面ライダーアギト
- アナザーアギト
- 仮面ライダー龍騎
- 仮面ライダーカイザ
- 仮面ライダー響鬼
- 仮面ライダー電王 ロッドフォーム
- 仮面ライダーゼロノス アルタイルフォーム
- 仮面ライダーイクサ バーストモード

#### ベストセレクション 映画編
2012年10月発売。太字は新規造形。シンはver.違い。ファイズブラスターや電王ウイングはver.違いを謳ってはいないが初販とは異なるカラーリング。
- 仮面ライダー1号（桜島ver.）
- 仮面ライダー2号（THE FIRST ver.）
- 仮面ライダーシン（マスコレベスト ver.）
- 仮面ライダークウガ ライジングアルティメット（レッドアイ）
- 仮面ライダーファイズ ブラスターフォーム
- 仮面ライダー龍騎サバイブ
- 仮面ライダーリュウガ
- 仮面ライダーファム
- 仮面ライダー装甲響鬼
- 仮面ライダーカブト ハイパーフォーム
- 仮面ライダー電王 ウイングフォーム
- 仮面ライダーNEW電王 ストライクフォーム
- 仮面ライダースカル
- 仮面ライダーフォーゼ メテオフュージョンステイツ

#### ベストセレクション 対決編
2013年3月発売。太字は新規造形。斜体はver.違い。
- 仮面ライダー新1号（マフラー付き）
- ショッカーライダーNo.1（リペイントver.）
- 仮面ライダーBLACK
- シャドームーン
- 仮面ライダー龍騎
- オルタナティブ・ゼロ（リペイントver.）
- 仮面ライダーファイズ（リペイントver.）
- ホースオルフェノク（リペイントver.）
- 仮面ライダーキバ
- 仮面ライダーダークキバ
- 仮面ライダーディケイド
- 仮面ライダーディエンド
- 仮面ライダーオーズ タトバコンボ
- アンク（グリード態）

#### プレミアムバンダイ通販限定

##### マスコレプレミアム 仮面ライダーWセット
組み立て済みの状態でブリスターパックに包装されており、いずれもロゴの入った台座が付属。
- 仮面ライダーW サイクロンメタル
- 仮面ライダーW ヒートジョーカー
- 仮面ライダーW ヒートトリガー
- 仮面ライダーW ルナジョーカー
- 仮面ライダーW ルナメタル

##### マスコレプレミアム 仮面ライダーWセット2
ブリスターパックに包装され、ロゴの入った台座が付属するのは上記セットと同じ。
- 仮面ライダーW サイクロンサイクロン
- 仮面ライダーW ジョーカージョーカー
- 仮面ライダージョーカー

##### マスコレプレミアム オルフェノクセット 〜HUMANKIND EVOLUTION〜
- ホースオルフェノク (激情態)
- ウルフオルフェノク
- アークオルフェノク

##### マスコレプレミアム 仮面ライダーWセット3
- 仮面ライダーW サイクロンジョーカーゴールドエクストリーム
- 仮面ライダーアクセル (イエローシグナルVer.)
- 仮面ライダーW サイクロンアクセルエクストリーム

##### マスコレプレミアム ショッカーライダー No.2 to No.6 セット
- ショッカーライダーNo.2
- ショッカーライダーNo.3
- ショッカーライダーNo.4
- ショッカーライダーNo.5
- ショッカーライダーNo.6

##### マスコレプレミアム 仮面ライダー新1号&新2号 ダブルライダーSPバージョンセット
通常商品としてリリースされた新1号と新2号を別ver.のカラーリングでマフラーを付属で販売。
- 仮面ライダー新1号
- 仮面ライダー新2号

##### マスコレプレミアム 仮面ライダークウガ コンプリートセット
- 仮面ライダークウガ ライジングアルティメット (ダークアイver)
- ン・ダグバ・ゼバ
- ズ・バヅー・バ
- ゴ・バダー・バ

##### マスコレプレミアム 仮面ライダーアギト 未確認生命体対策班セット
- 仮面ライダー G3-X
- 仮面ライダー G3-MILD
- V-1システム

#### その他付録・景品など
- 仮面ライダー2号

雑誌「月刊マガジンZ」2005年10月号付録。シリーズ第一弾発売直前にプレリリースのような形でリリース。台座は付属しておらず、フィギュアのみ。
- 仮面ライダークウガ アルティメットフォーム (究極の闇ver)

東映ヒーローネット限定販売、「仮面ライダークウガ変身ベルト・アークル」の付録。台座はロゴの入っていないものが付属。
- 仮面ライダーダークカブト ライダーフォーム

PlayStation 2用ゲーム『仮面ライダーカブト』を購入し、アンケートに答えると抽選で1,000名にプレゼントされた。台座はロゴの入っていないものが付属。尚、箱には「ゲーム特製 ライダーマスクコレクション」という通常とは異なるロゴが使用されている。
- 仮面ライダー旧1号（TYPE2）

雑誌「ハイパーホビー」2008年1月号付録。台座は付属しておらずフィギュアのみ。
- 仮面ライダー電王 プラットフォーム

雑誌「ハイパーホビー+ Vol.2」誌上限定販売。台座は雑誌ロゴの入ったものが二種類付属。
- 仮面ライダーシン

B★SHOPでの限定販売。1号からJまでのいわゆる「昭和ライダー」を全て飾ることのできる専用ディスプレイ「ライダーマスクコレクション プレミアム発光台座ディスプレイ 〜序章〜」に付属。なお、このディスプレイにシン以外のマスクは付属しない。
- 仮面ライダー電王 超クライマックスフォーム

Vol.6購入キャンペーン景品。応募者全員プレゼント（購入）と抽選の二通りの応募形態があった。台座は付属しておらずフィギュアのみ。
- 仮面ライダーW サイクロントリガー

雑誌「NEWTYPE THE LIVE 特撮ニュータイプ」2010年5月号付録。台座は付属しておらずフィギュアのみ。
- 仮面ライダーオーズ プトティラコンボ(エクスターナルフィン展開ver.)

プレミアムバンダイ限定で抽選販売された「仮面ライダーアームズファクトリー 仮面ライダーオーズコレクション」に付属。マスコレ史上最大サイズ。

### 仮面之世界（マスカーワールド）
2016年10月より展開の実質マスクコレクションの後継となるシリーズ。台座の形状が変わり、発光台座は通販品のみの付属となる。各弾1から2種のシークレットが存在するが、これについては太字で表記する。

#### 仮面之世界 (第1弾)
2016年10月発売。
- 仮面ライダーゴースト オレ魂
- 仮面ライダーネクロム
- 仮面ライダー1号（2016年版）
- 仮面ライダー鎧武 オレンジアームズ
- 仮面ライダーバロン バナナアームズ
- 仮面ライダー武神鎧武 ブラッドオレンジアームズ
- 仮面ライダーブラックバロン

#### 仮面之世界2
2017年2月発売。
- 仮面ライダー鎧武 極アームズ
- 仮面ライダー龍玄 ブドウアームズ
- 仮面ライダースペクター
- 仮面ライダーアマゾンオメガ
- 仮面ライダーアマゾンアルファ
- アマゾンオメガオリジン

#### 仮面之世界3
2017年9月発売。
- 仮面ライダーエグゼイド アクションゲーマー レベル2
- 仮面ライダーブレイブ クエストゲーマー レベル2
- 仮面ライダーゲンム アクションゲーマー レベル2
- 仮面ライダードライブ タイプスピード
- 仮面ライダークウガ アルティメットフォーム
- 仮面ライダークウガ アルティメットフォーム (究極の闇ver.)

#### 仮面之世界4
2017年12月発売。
- 仮面ライダービルド ラビットタンクフォーム※
- 仮面ライダービルド ニンニンコミックフォーム※
- 仮面ライダーアマゾンネオ
- 仮面ライダーアマゾンニューオメガ
- 仮面ライダーカブト (ライダーフォーム)
- 仮面ライダーダークカブト(ライダーフォーム)

※仮面ライダービルドの2種はパーツを組み換えることによりラビットコミック、ニンニンタンクの各トライアルフォームの再現が可能。

#### 仮面之世界5
2018年6月発売。
- 仮面ライダーW サイクロンジョーカー
- 仮面ライダーW ヒートメタル
- 仮面ライダーW ルナトリガー
- 仮面ライダービルド ラビットタンクスパークリングフォーム
- 仮面ライダークローズ
- 仮面ライダーオーズ

仮面ライダーWは組み換え可能。

#### プレミアムバンダイ限定商品
通常商品としてリリースされた各マスクに対応する色の発光台座と、新規造形のマスクのセット販売。台座にはキャラクター名の表記はなく、代わりにキャラクター名の印字されたシールが封入されている。

##### PB01 発光台座セット 〜仮面ライダー鎧武編〜
- 仮面ライダー鎧武 ジンバーレモンアームズ
- オレンジ、イエロー、レッドの発光台座

##### PB02 発光台座セット 〜仮面ライダーゴースト編〜
- 仮面ライダーゴースト 闘魂ブースト魂
- レッド、オレンジ、グリーンの発光台座

##### PB03 発光台座セット 〜仮面ライダー鎧武&アマゾンズ編〜
- 仮面ライダー斬月 メロンアームズ
- 仮面ライダーアマゾンシグマ
- ピンク、赤、紫×2、黄、緑、青の発光台座

##### PB04 発光台座セット 〜仮面ライダーエグゼイド編〜
- 仮面ライダースナイプ シューティングゲーマー レベル2
- 仮面ライダーポッピー ときめきクライシスゲーマー レベルX（赤目ver.）
- 仮面ライダーパラドクス パズルゲーマー レベル50
- 仮面ライダーパラドクス ファイターゲーマー レベル50
- オレンジ、レッド、イエロー、ホワイトの発光台座

### イマジンマスクコレクション
2008年9月発売。
- モモタロスイマジン
- モモタロスイマジン（未契約ver）
- ウラタロスイマジン
- ウラタロスイマジン（未契約ver）
- キンタロスイマジン
- キンタロスイマジン（未契約ver）
- リュウタロスイマジン
- リュウタロスイマジン（未契約ver）
- ジークイマジン
- ジークイマジン（未契約ver）
- デネブイマジン
- デネブイマジン（未契約ver）
- ネガタロスイマジン

### 光の巨人コレクション

#### Vol.1（光の巨人）
2009年2月発売。
- ウルトラマン（Cタイプ）
- にせウルトラマン
- ウルトラセブン（Aタイプ）
- 帰ってきたウルトラマン
- ウルトラウーマンベス
- ウルトラマングレート
- ウルトラマンゼアス
- ウルトラマンティガ
- ウルトラマンコスモス（エクリプスモード）
- ウルトラマンネクサス（ジュネッス）
- ダークメフィスト（ツヴァイ）
- ウルトラマンメビウス
- ULTRASEVEN X

#### Vol.2（光の巨人）
2010年1月発売。
- ウルトラマン（Aタイプ）
- ミラーマン
- ウルトラマンタロウ
- ウルトラマン80
- ユリアン
- ウルトラマンチャック
- ウルトラマンパワード
- ウルトラマンシャドー
- ウルトラマンガイア
- ウルトラマンアグル
- ウルトラセブン21
- ウルトラマンメビウス（フェニックスブレイブ）
- ウルトラマンヒカリ

#### Vol.3（光の巨人）
2010年9月発売。
- ウルトラマン（Bタイプ）
- レッドマン
- ウルトラの父
- アストラ
- アンドロフロル
- ウルトラマンスコット
- ウルトラマンダイナ（フラッシュタイプ）
- ウルトラマンネオス
- ウルトラマンコスモス（コロナモード）
- ウルトラマンジャスティス
- ウルトラマンレジェンド
- ウルトラマンゼロ
- ウルトラマンベリアル

#### Vol.4（光の巨人）
2011年2月発売。
- ファイヤーマン
- ウルトラマンレオ
- ウルトラマンキング
- ティガダーク
- ウルトラマンナイス
- ウルトラマンネクサス（ジュネッスブルー）
- ダークザギ
- ウルトラマンゼノン
- ダークロプスゼロ
- カイザーベリアル
- ミラーナイト
- グレンファイヤー
- ジャンボット

### ジョジョの奇妙な冒険スタンドコレクション

#### 黄金の風
2009年10月発売。シークレット以外はフルカラーverと石膏カラーverの2種が存在する。商品名は全て「○○'s スタンド」となっているが、本項ではカッコ内に原作での名称を併記する。
- ジョルノ's スタンド（ゴールド・エクスペリエンス）
- ジョルノ's スタンド レクイエム（ゴールド・エクスペリエンス・レクイエム）
- ブチャラティ's スタンド（スティッキィ・フィンガーズ）
- アバッキオ's スタンド（ムーディー・ブルース）
- ミスタ's スタンド No.1（セックス・ピストルズ No.1）
- ミスタ's スタンド No.2（セックス・ピストルズ No.2）
- ミスタ's スタンド No.3（セックス・ピストルズ No.3）
- ミスタ's スタンド No.5（セックス・ピストルズ No.5）
- ミスタ's スタンド No.6（セックス・ピストルズ No.6）
- ミスタ's スタンド No.7（セックス・ピストルズ No.7）
- ナランチャ's スタンド（エアロスミス）
- フーゴ's スタンド（パープル・ヘイズ）
- トリッシュ's スタンド（スパイス・ガール）
- ディアボロ's スタンド（キング・クリムゾン）

### 宇宙刑事マスクコレクション

#### 蒸着・赤射・焼結
2010年3月発売。プレミアムバンダイでの受注生産販売となる。
- 宇宙刑事ギャバン
- 宇宙刑事シャリバン
- 宇宙刑事シャイダー

#### 宇宙刑事ギャバン type G
- 宇宙刑事ギャバン type G

### スーパー戦隊マスクコレクション

#### I 〜赤の伝説〜
2010年4月発売。
- アカレンジャー
- スペードエース
- バトルジャパン
- デンジレッド
- バルイーグル
- ゴーグルレッド
- ダイナレッド
- レッドワン
- チェンジドラゴン
- レッドフラッシュ
- レッドマスク

#### II 〜赤の伝説〜
2010年9月発売。
- レッドファルコン
- レッドターボ
- ファイブレッド
- レッドホーク
- ティラノレンジャー
- リュウレンジャー
- ニンジャレッド
- オーレッド
- レッドレーサー
- メガレッド
- ギンガレッド

#### III 〜赤の伝説〜
2011年1月発売。
- ゴーレッド
- タイムレッド
- ガオレッド
- ハリケンレッド
- アバレッド
- デカレッド
- マジレッド
- ボウケンレッド
- ゲキレッド
- ゴーオンレッド
- シンケンレッド
- ゴセイレッド

#### ～赤の伝説～ゴーカイレッド&アカレッド -赤の魂を継ぐ者たち-
プレミアムバンダイ限定販売。
- ゴーカイレッド
- アカレッド

#### 非公認戦隊アキバレンジャー
- アキバレッド
- アキバブルー
- アキバイエロー

プレミアムバンダイ限定

#### 非公認戦隊アキバレンジャー シーズン痛
- アキバレッド
- アキバブルー（シーズン痛Ver.）
- アキバイエロー（シーズン痛Ver.）

プレミアムバンダイ限定

### 人造人間キカイダー
プレミアムバンダイ限定。
- キカイダー
- キカイダー01
- ハカイダー

### ドラゴンボールコレクション

#### Fの系譜
2010年10月発売。フルカラーver.とジェットブラックver.が存在。
- フリーザ（第1形態）
- フリーザ（第2形態）
- フリーザ（第3形態）
- フリーザ（最終形態）
- メカフリーザ
- ザーボン
- ドドリア
- リクーム
- バータ
- ジース
- ギニュー
- グルド

### 牙狼マスクコレクション〜黄金・銀牙・暗黒〜
2011年3月発売。プレミアムバンダイでの受注生産販売。
- 黄金騎士・牙狼（ガロ）
- 銀牙騎士・絶狼（ゼロ）
- 暗黒魔戒騎士・呀（キバ）

### ワンピース グレートディープコレクション

#### 1
- モンキー・D・ルフィ
- ウソップ
- ロロノア・ゾロ
- トニー・トニー・チョッパー
- フランキー
- シャンクス
- ポートガス・D・エース
- 白ひげ (エドワード・ニューゲート)
- ゴール・D・ロジャー

#### 2
- ナミ
- サンジ
- ボア・ハンコック
- 青雉
- スモーカー
- バーソロミュー・くま
- ユースタス・"キャプテン"・キッド
- トラファルガー・ロー
- モンキー・Ｄ・ドラゴン

#### 3
- ニコ・ロビン
- ブルック
- ジュラキュール・ミホーク
- エンポリオ・イワンコフ
- 黄猿（ボルサリーノ）
- モンキー・D・ガープ
- 黒ひげ（マーシャル・D・ティーチ）
- Dr．ヒルルク
- シルバーズ・レイリー

#### 4
- モンキー・D・ルフィ
- ナミ
- ジンベエ
- サンジ
- サー・クロコダイル
- 赤犬（サカズキ）
- バギー
- マルコ
- そげキング

#### 5
- トニートニー・チョッパー
- フランキー
- ニコ・ロビン
- しらほし姫
- ジュエリー・ボニー
- X（ディエス）・ドレーク
- ゲッコー・モリア
- センゴク
- ボン・クレー（Mr.2）

#### 6
- ロロノア・ゾロ
- ウソップ
- ブルック
- ネフェルタリ・ビビ
- ペローナ
- ドンキホーテ・ドフラミンゴ
- シークレット

#### 限定版
- Dr.ヒルルク&チョッパー限定彩色Ver. - ジャンプフェスタ'12限定販売
- ルフィ限定彩色Ver.&シャンクス若い頃Ver - ジャンプフェスタ'12限定販売
- Dの名を持つ者たち
- プリンセスオブパイレーツ
- 5億B・イーストブルー
- それぞれの正義
- ONE PIECE FILM Z
- パンクハザード
- 受け継がれる意志

### 聖闘士マスククロニクル
- アリエス ムウ
- レオ アイオリア
- バルゴ シャカ
- ペガサス 星矢ぬ
- キグナス 氷河
- ジェミニ サガ

マスコレプレミアム 聖闘士マスククロニクル 光と闇の迷宮
- 教皇 アーレス
- ジェミニ 謎の黄金聖闘士

プレミアムバンダイ限定

### NARUTO疾風伝 NARUTO -ナルト-マスコレ
- うずまきナルト（九尾）
- うちはサスケ（須佐能乎）
- はたけカカシ（雷切）

プレミアムバンダイ限定

### プリキュアマスコレ スマイルプリキュア!
- キュアハッピー
- キュアサニー
- キュアピース
- キュアマーチ
- キュアビューティ

プレミアムバンダイ限定

### 銀魂マスコレ

#### 〜いいシーンにはだいたい風が吹く〜
- 坂田銀時
- 土方十四郎
- 沖田総悟
- 高杉晋助
- 神威
- 二年後銀さん

#### 〜なんだかんだで攘夷編は人気〜
- 坂田銀時（白夜叉）
- 高杉晋助
- 桂小太郎
- 坂本辰馬

プレミアムバンダイ限定

### ガンダムヘッドコレクション
これまでのシリーズとは異なり、四角い台座となっている。

#### Vol.1
- ガンダムAGE-1
- ジェノアス
- ガフラン
- ジェノアスカスタム
- Gエグゼス
- ガンダムRX-78-2
- 量産型ザク
- アッガイ

#### Vol.2
- ガンダムAGE-2
- アデル
- Gバウンサー
- ゼイドラ
- ガンダムAGE-3
- シャア専用ザク
- ドム
- ギャン

#### Vol.3 ニュータイプの決意
- νガンダム
- サザビー
- ユニコーンガンダム（ユニコーンモード）
- Ζガンダム
- ガンダムAGE-FX
- デスペラード
- Hi-νガンダム

#### Vol.4 可能性の獣
- ユニコーンガンダム（デストロイモード）
- シナンジュ
- ストライクガンダム
- リ・ガズィ
- α・アジール
- シナンジュ（ダメージ機体）

### スター・ウォーズ ヘルメットレプリカコレクション

#### Vol.1（スター・ウォーズ）
- ダース・ベイダー
- ストームトルーパー
- C-3PO
- R2-D2
- ボバ・フェット
- タイファイター・パイロット
- シークレット

#### Vol.2（スター・ウォーズ）
- クローントルーパー フェイズ1
- クローントルーパー フェイズ2
- クローンショックトルーパー
- スノートルーパー
- スカウトトルーパー
- ストームトルーパー シャドウ

#### フォースの覚醒
- カイロ・レン
- カイロ・レン レアver.
- ファーストオーダー ストームトルーパー
- ファースト・オーダー ストームトルーパー レアver.A
- ファースト・オーダー ストームトルーパー レアver.B
- ファースト・オーダー ストームトルーパー レアver.C
- キャプテン・ファズマ
- ファースト・オーダー フレームトルーパー
- ファースト・オーダー スノートルーパー
- ファースト・オーダー タイファイター・パイロット

### 関連商品

#### アームズファクトリー
プレミアムバンダイ限定。キャラクターの武器や道具を立体化したフィギュアで中央部に当商品を飾るためのスペースがある。

##### 第1弾
- 仮面ライダー新1号セット
- 仮面ライダー電王セット
- 仮面ライダーWセット
- 仮面ライダーオーズゼット

##### 仮面ライダーオーズコレクション
- 仮面ライダーオーズ タジャドルコンボセット
- 仮面ライダーオーズ プトティラコンボセット
- 仮面ライダーバースセット

#### マスクコレクション レガシー
2016年にハイクラスマスクシリーズとして鎧武オレンジアームズが発売。ただし台座を含め全高約300mmと今までのシリーズと比べかなり大きい。

#### マスクヒストリー
2022年4月より展開している食玩シリーズ。台座を含め全高約30mm。

##### 仮面ライダーマスクヒストリー1
2022年4月発売。
- 仮面ライダーリバイ レックスゲノム
- 仮面ライダーバイス レックスゲノム
- 仮面ライダーセイバー ブレイブドラゴン
- 仮面ライダーゼロワン ライジングホッパー
- 仮面ライダービルド ラビットタンクフォーム
- 仮面ライダービルド ラビットドラゴンフォーム
- 仮面ライダーエグゼイド アクションゲーマー レベル2
- 仮面ライダーゲンム アクションゲーマー レベル2
- 仮面ライダーオーズ タトバ コンボ
- 仮面ライダーW サイクロンジョーカー

##### 仮面ライダーマスクヒストリー2
2022年9月発売予定。
- 仮面ライダーライブ バットゲノム
- 仮面ライダーエビル バットゲノム
- 仮面ライダークウガ マイティフォーム
- 仮面ライダーファイズ
- 仮面ライダーファイズ アクセルフォーム
- 仮面ライダーカブト ライダーフォーム
- 仮面ライダー電王 ソードフォーム
- 仮面ライダーディケイド
- 仮面ライダー鎧武 オレンジアームズ
- 仮面ライダードライブ タイプスピード